# Papuapsylla corrugis
Papuapsylla corrugis är en loppart som först beskrevs av Jordan 1933.  Papuapsylla corrugis ingår i släktet Papuapsylla och familjen Stivaliidae. Inga underarter finns listade i Catalogue of Life.